# VBulletin
vBulletin ist eine proprietäre Softwarelösung für Webforen und soziale Netzwerke, die in der Skriptsprache PHP geschrieben ist. Zur Speicherung von Inhalten können die Datenbanken MySQL oder mariaDB genutzt werden. Typische Wettbewerber sind oder waren phpBB, Invisionboard, xenForo oder Woltlab Burning Board.

## Geschichte
Im Jahre 1999 verwendeten James Limm und John Percival für ihre Website über Visual Basic die Forensoftware UBB.classic. Als ihre in Perl geschriebene und auf einer dateibasierten Datenbank operierende Software den wachsenden Anforderungen nicht gewachsen war, begannen sie im Februar 2000 eine eigene Forensoftware basierend auf PHP und MySQL zu entwickeln. Nach einem erfolglosen Verkaufsangebots an den UBB-Hersteller gründeten sie die Firma Jelsoft und vermarkteten vBulletin 1 selbst. April 2000 wurde die Version 1.1 offiziell freigegeben, ab dieser Version wurden Passwörter mit MD5 gehasht.
Zur Entwicklung von vBulletin 2 wurden Freddie Bingham und Mike Sullivan eingestellt, während der Betaphase trat Kier Darby dem Team bei. Die Folgeversion vBulletin 3 wurde mit Kier Darby als leitendem Entwickler gestartet. Im März 2004 wurde die finale Version veröffentlicht. Ein Jahr später erschien vBulletin 3.5 mit neuen Features.
vBulletin wurde von Jelsoft Enterprises Ltd. entwickelt und in Deutschland von Adduco Digital vertrieben. vBulletin war zu dieser Zeit eine der häufig eingesetzten Boardplattformen für große Online-Communities insbesondere im kommerziellen Bereich. Zahlreiche Communities nutzten die Software, unter anderem Something Awful, Stormfront oder die Communities von Iron Maiden oder zu Winamp international, in Deutschland unter anderem Giga, Gamestar, Chip.de und gulli, weiter die offiziellen Boards von Pearl Jam oder Muse, die Rotten-Tomatoes-Community, das offizielle Forum des US-Talkmasters Howard Stern oder die deutsche Hiphop-Community MZEE.
Jelsoft und somit auch sämtliche Rechte an vBulletin wurden im Juli 2007 von Internet Brands, Inc. übernommen. Im Dezember 2008 verkündete James Limm, dass die vierte Version der populären Forensoftware, anders als geplant, in mehreren Teilschritten veröffentlicht werde. Mehrere Personen verließen 2009 darauf Jelsoft, unter anderem Mike Sullivan und Kier Darby, die mit XenForo ihre eigene Forensoftware entwickelten. Kurz vor dem Beta-Release von xenForo verklagte Internet Brands die Gründer wegen Vertragsbruch und Copyrightverstößen. Auf Nutzerseite wurde das Vorgehen kritisiert, nachdem Internet Brands kurz vorher mit einem neuen Preismodell Forenbetreiber gegen sich aufbrachte und nun Klagen gegen eine Plattform anstrengte, die noch nicht veröffentlicht war. Eine zweite Klage folgte einige Monate später, eine einstweilige Verfügung gegen xenForo wurde 2011 zurückgezogen.
Ein Team von Internet Brands übernahm vor Ort die weitere Entwicklung von vBulletin 4. Am 13. Oktober 2009 veröffentlichte Internet Brands ein neues Lizenzmodell für vBulletin mit dem Ziel, eine neue Produktlinie zu etablieren. Statt einer reinen Forensoftware sollte eine „vBulletin Suite“ vertrieben werden, die neben der eigentlichen Forensoftware ein Content-Management-System und einen Blog enthalten. Die einzelnen Produkte sollen mit der Zeit allesamt in eine Suite verschmolzen werden und als Anwendungsplattform für soziale Netzwerke fungieren. In diesem Zug müssten Major-Releases trotz Besitz einer Lifetime-Lizenz jeweils neu erworben werden. Nachdem auch Sicherheitsupdates für Lizenzinhaber so nur gegen erhöhte Preise erhältlich wurden, zog die neue Preispolitik erhebliche Kritik nach sich.
Seit 2010 gehört das vBulletin-Mutterunternehmen Internet Brands Inc. zur Private-Equity-Gesellschaft Hellman & Friedman. Für dieses Jahr ermittelte eine Studie der Uni Stuttgart einen Marktanteil vBulletins von 8 % an den im Web verwendeten Content-Management-Systemen, damit war vBulletin das dritthäufigsten verwendete CMS hinter Wordpress und Joomla. Der Anteil fiel bis 2015 auf 1 %.
Ab 2010 wurden teils erhebliche Sicherheitslücken in aktuellen vB-Releases entdeckt. Kurz nach Veröffentlichung der Version 3.8.6 wurde bekannt, dass durch eine schwerwiegende Sicherheitslücke Angreifer Zugriff auf den Admin-Account des Boards und damit auf alle verfügbaren Nutzerdaten erhalten können. Mehrere Hacks von vBulletin-Foren führten in den Folgejahren zu geleakten Nutzerdaten. Nachdem 2013 die Foreninstallation von vBulletin selbst gehackt wurde, schaltete die US-Hackerkonferenz DEFCON die bis dahin verwendete vBulletin-Instanz ab. Von ubuntuforums.org wurden Daten von 1,8 Millionen Nutzern erbeutet, die Passwörter waren mit dem unsicheren MD5-Hash verschlüsselt.  Nach einem ähnlichen Fall wechselte OpenSUSE 2014 die Communityplattform. 2016 leakten nach einem Hack 800.000 Zugänge zur US-Pornoseite Brazzers. Ebenfalls 2016 wurden über eine vBulletin-Sicherheitslücke die Accountdaten von 3,3 Millionen Usern der Gamingcommunity DLH erbeutet, damit verbunden waren über neun Millionen Steam-Keys zum Download und Aktivieren von Spielen auf der Steam-Plattform.
2020 wurden Benutzerdaten aus dem Diskussionsforum des vom Bayerischen Landesamt für Steuern betriebenen ELSTERForum entwendet. Daten des Online-Steuerdienstes selber waren nicht betroffen. Das ELSTERForum wurde seitdem mit vBulletin weiterbetrieben.

## Produkte
Seit 12. September 2012 bietet Internet Brands folgende Produkte an:

### vBulletin 5 Connect Core Package
Die Publishing Suite besteht aus der Forensoftware, einer Facebook-App, einem Content-Management-System und einem Blog. Die vBulletin 5-Reihe wurde im August 2023 zu Ende August 2024 abgekündigt, seit der Version 5.7.5 erscheinen keine Patches und Updates mehr.

### vBulletin 6
vBulletin 6 bietet analog aktualisierte Versionen der Forensoftware mit den zugehörigen Features, Audio- und Videointegration, und einem modulübergreifenden Thememanagement.

### vBulletin Cloud
Mit der vBulletin Cloud kann eine vBulletin-Instanz ohne eigenen Webspace/Server in der Cloud von vBulletin unter beliebiger Domain betrieben werden. Serveradministrationsaufgaben werden von vBulletin übernommen, verschiedene Trafficpakete werden angeboten.